# Lefogaki
Lefogaki – niewielka wyspa położona na Oceanie Spokojnym, w archipelagu Tuvalu, w środkowej części atolu Nanumea.